# 드미트리 셰필로프
드미트리 트로피모비치 셰필로프(러시아어: Дми́трий Трофи́мович Шепи́лов, Dmitrij Trofimovič Šepilov; 1905년 5 November(율리우스력 23 October) – 1995년 8월 18일)는 외무장관을 지낸 소련의 경제학자, 법률가, 정치인이다. 그는 1957년에 니키타 흐루쇼프를 권좌에서 축출하려는 실패한 음모에 가담했다가 비난을 받고 실각했다. 흐루쇼프의 몰락 이후 복권되었으나, 대부분 잊힌 채 은퇴 생활을 보냈다.

## 초기 경력
드미트리 셰필로프는 러시아 제국 자카스피주의 아시하바드(현재 투르크메니스탄의 수도)에서 러시아 민족 노동자 계급 가정에서 태어났다. 그는 1926년 모스크바 국립대학교 법학부를 졸업하고 야쿠츠크로 보내져 야쿠티아의 부검사 및 검사 대행으로 일했다. 1928년~1929년에 셰필로프는 스몰렌스크에서 지역 검사 보조로 일했다. 1931년~1933년에 셰필로프는 모스크바에 있는 Institute of Red Professors에서 공부하면서 동시에 《농업 전선에서(On the Agrarian Front)》라는 잡지의 "책임 비서"로 일했다. 1933년에 졸업한 후, 셰필로프는 솝호스의 정치부장이 되었다. 1935년에는 소련 공산당 중앙위원회 농업 과학 부문의 부국장이 되었다.
1937년 셰필로프는 이학박사가 되었고 소련 과학 아카데미 경제학 연구소의 과학 비서가 되었다. 그는 또한 1937년부터 1941년까지 모스크바 대학에서 경제학을 가르쳤다.
바르바로사 작전이 시작된 직후, 셰필로프는 1941년 7월 소련 인민 민병(Narodnoe Opolcheniye)에 입대했으며 1941년~1942년 모스크바 공방전 동안 모스크바 구성군의 정치지도원이었다. 1942년~1943년에는 제23친위군의 정치지도원이었고 1944년~1946년에는 4th Guards Army의 정치지도원이었으며, 소장 계급으로 전쟁을 마쳤다. 1945년 5월부터 1946년 2월까지 셰필로프는 오스트리아 동부 지역 소련 점령 초기 단계에 빈에서 최고 소련 관료 중 한 명이었다.

## 전후
1946년 2월, 셰필로프는 소련 육군 주정치총국의 선전 선동부 부장으로 임명되었다. 1946년 8월 2일, 그는 주요 공산당 일간지 프라우다의 선전부장이 되었다.
1947년 중반, 공산당 중앙위원회 선전 선동부장 게오르기 알렉산드로프와 그의 부관들은 감시가 불충분하다는 공개적인 비판을 받고 직위에서 해임되었다. 셰필로프는 1947년 9월 18일 선전 선동부 부부장으로 임명되었다. 새로운 부장인 미하일 수슬로프는 다른 책임을 맡고 있었기 때문에, 셰필로프는 부서의 일상 업무를 거의 완전히 통제했다.
모스크바에 있는 동안, 셰필로프는 거의 직관 기억에 가까운 기억력, 박식함, 세련된 매너로 유명했는데(소문에 따르면, 그는 표트르 차이콥스키의 오페라 스페이드의 여왕 전체를 기억으로 부를 수 있었다고 한다), 그는 공산주의 이데올로기의 전문가이자 이오시프 스탈린의 공산주의 이데올로기 수장인 안드레이 즈다노프의 문하생이 되었다. 그의 첫 임무 중 하나는 즈다노프가 소련의 두 위대한 생존 작곡가인 드미트리 쇼스타코비치와 세르게이 프로코피예프를 훈육하는 것을 돕는 것이었다. 그는 쇼스타코비치의 제8번과 제9번 교향곡, 프로코피예프의 오페라 전쟁과 평화를 소련 음악에서 잘못된 것의 최악의 예로 꼽았다.
1947년 12월 1일, 안드레이 즈다노프의 아들인 유리 즈다노프가 선전부 과학 부문 책임자로 임명되면서 셰필로프는 그의 후원자의 아들을 감독하는 미묘한 위치에 놓이게 되었다. 이 상황은 유리 즈다노프가 막 이오시프 스탈린의 딸 스베틀라나와 결혼했고, 당시 스탈린의 가장 가까운 조언자였던 안드레이 즈다노프가 소련 지도부 내에 많은 적을 가지고 있었다는 사실 때문에 더욱 미묘해졌다. 1948년 4월 셰필로프가 소련 생물학자이자 스탈린의 총애를 받던 트로핌 리센코를 비판하는 유리 즈다노프의 연설을 승인했을 때, 이는 안드레이 즈다노프와 그의 적수들 사이에서 치열한 정치적 싸움을 촉발시켰는데, 적수들은 이 사건을 즈다노프를 불신시키는 데 이용하고 있었다.
1948년 7월 1일, 즈다노프의 주요 경쟁자인 게오르기 말렌코프가 공산당 비서국을 장악했고 즈다노프는 두 달간의 휴가를 떠났다가 사망했다. 그러나 셰필로프는 이러한 최고위층의 변화에서 살아남았을 뿐만 아니라 자신의 지위를 향상시켜 1948년 7월 10일 선전 선동부의 차기 부장으로 임명되었다. 그는 또한 정치국 위원 Nikolai Voznesensky의 해임 및 이후 처형과 관련된 당내 투쟁의 다음 단계에서도 살아남았다. 그러나 1949년 7월 14일, 그는 당의 주요 이론 잡지인 볼셰비키가 보즈네센스키가 아직 권력을 잡고 있을 때 보즈네센스키의 경제학 책을 출판하도록 허용한 것에 대해 중앙위원회로부터 질책을 받았다.
1952년 스탈린은 셰필로프에게 스탈린이 최근 발표한 출판 논문인 《소련 사회주의의 경제 문제(Economic Problems of Socialism in the USSR)》를 바탕으로 새로운 소련 경제학 교과서를 작성하는 책임을 맡겼다. 1952년 11월 18일, 제19차 공산당 대회 이후 셰필로프는 프라우다의 편집장으로 임명되었다.

## 흐루쇼프의 이론가
1953년 3월 스탈린이 사망한 후, 셰필로프는 소련 공산당의 새 지도자 니키타 흐루쇼프의 동맹이자 후원자가 되었으며, 소련 총리 게오르기 말렌코프와의 투쟁에서 이데올로기적 지원을 제공했다. 그는 같은 해 소련 과학 아카데미의 통신 회원이 되었다. 말렌코프가 더 많은 소비재 생산을 주장한 반면, 셰필로프는 중공업과 방위산업의 역할을 강조하며 말렌코프의 입장을 다음과 같이 특징지었다.
| “ | 일반적으로 이해하기 쉬운 언어로 말하자면: 우리는 중공업, 기계 제작, 에너지, 화학 산업, 전자, 제트 기술, 유도 시스템 등의 발전을 강제하는 이점을 제국주의 세계에 넘겨주는 것이다... 이보다 더 반과학적이고 썩은 이론을 상상하기 어렵다. 이는 우리 국민을 더욱 무장 해제시킬 수 있다. | ” |

1955년 2월, 말렌코프는 총리직에서 해임되었고, 셰필로프는 1955년 7월 12일 중앙위원회 비서 중 한 명으로 선출되었다. 그는 프라우다 직책을 유지하고 고위 공산주의 이론가가 되었으며, 1956년 2월 제20차 당 대회에서 스탈린을 비난하는 흐루쇼프의 유명한 "비밀 연설"에 기여했다.

## 외무장관
셰필로프의 전공은 마르크스-레닌주의 이론이었음에도 불구하고, 그는 곧 외교 정책 분야로 발을 넓히기 시작했다. 1954년 9월, 그는 흐루쇼프를 따라 중국을 방문했다. 1955년 5월 말에는 흐루쇼프와 새로운 소련 총리 니콜라이 불가닌을 따라 유고슬라비아를 방문하여 1947-1948년에 시작된 양국 간의 대립을 종식시켰다. 당시 유고슬라비아 지도부의 일원이었던 벨코 미추노비치의 말에 따르면:
1955년 티토와의 점심 식사 자리에서 흐루쇼프는 방금 묘사한 사건을 셰필로프에게 여러 번 확인해 달라고 요청했다. 미추노비치는 "셰필로프는 식탁보를 치우고," "테이블에서 일어서서 마치 공식 보고를 하는 것처럼 '정확합니다, 니키타 세르게예비치!'라고 대답하고 다시 앉았다. 나는 셰필로프의 그런 행동이 매우 특이하다고 생각했으며, 흐루쇼프가 그것을 용인하는 것도 마찬가지였다"고 회상했다.
1955년 7월, 셰필로프는 이집트를 방문하여 이집트 지도자 가말 압델 나세르와 회담을 갖고 무기 거래를 성사시켰다. 이는 사실상 소련이 이집트 군사 정권을 인정하는 것을 의미했고, 이후 소련-이집트 동맹의 길을 열었다. 또한 이는 스탈린 시대의 비협조적인 태도와는 대조적으로, 비공산주의 제3세계 국가들을 다루는 소련의 새로운 유연성을 보여주었다. 1956년 2월 27일, 소련 공산당 제20차 대회 이후, 셰필로프는 중앙위원회 정치국(1952년-1966년 정치국의 명칭)의 후보(비투표) 위원이 되었다.
1956년 6월 1일, 셰필로프는 뱌체슬라프 몰로토프를 대신하여 소련 외무장관이 되었다. 그는 프라우다 직책을 포기했지만, 12월 24일까지 중앙위원회 비서로 남아있었다. 1956년 6월 초 셰필로프는 이집트로 돌아가 아스완 댐 건설에 소련의 지원을 제안했고, 이는 1956년 7월 서방과 이집트 관계의 전반적인 악화 속에서 경쟁하던 미국-세계은행의 제안이 철회된 후 결국 받아들여졌다.
1956년 7월 27일, 나세르가 수에즈 운하 회사의 국유화를 발표한 다음 날, 셰필로프는 소련 주재 이집트 대사를 만나 이집트의 입장에 대한 전폭적인 지지를 표명했고, 흐루쇼프는 7월 31일 연설에서 이를 공식화했다. 소련은 1888년 콘스탄티노플 협약의 서명국으로서 8월 중순 런던에서 열릴 수에즈 문제에 관한 국제 회의에 초청되었지만, 셰필로프는 처음에 제안을 수락하는 것을 망설였다. 그러나 참석하기로 결정한 후, 그는 회의에서 소련 대표단을 이끌었다. 회의에서 수에즈 운하의 국제화를 위한 미국 결의안이 18대 4로 통과되었지만, 셰필로프는 소련 지도부의 지시에 따라 인도, 인도네시아, 실론 자치령과 동맹을 맺는 데 성공했다.
셰필로프는 1956년 10월~11월 1956년 헝가리 혁명과 수에즈 위기 기간 동안 유엔 안전 보장 이사회에서 소련을 대표했지만, 모든 중요한 정치적 결정은 흐루쇼프와 다른 최고 소련 지도자들이 내렸다.

## 장관직 퇴임 및 사임
1957년 2월 14일 셰필로프는 다시 공산주의 이데올로기를 담당하는 중앙위원회 비서가 되었고, 다음 날 안드레이 그로미코가 소련 외무장관으로 그를 대신했다.
새로운 직책에서 셰필로프는 1957년 3월에 열린 제2차 작곡가 회의를 감독했으며, 이 회의는 드미트리 쇼스타코비치와 다른 형식주의 작곡가들을 비난하기로 한 제1차 회의(1948년 1월)의 결정을 재확인했다. 음악가들에게 연설하는 동안 셰필로프는 19세기 작곡가 림스키-코르사코프의 이름을 잘못 발음하여 '삭' 음절에 강세를 두었고, 이는 쇼스타코비치에게 그해 말 사적으로 풍자적 칸타타 반형식주의 라이오크를 작곡하게 했다 (1989년 출판). 그 주요 등장인물인 에디니친, 드보이킨, 트로이킨(Onesyn, Twokin, Threekin)은 스탈린, 즈다노프, 셰필로프의 투명한 캐리커처이다. 셰필로프는 또한 회의에서 재즈와 록 음악을 비난하며 "야만적인 동굴 인간들의 난교"와 "기본 본능과 성적 충동의 폭발"에 대해 경고했다.
셰필로프는 1957년 6월 흐루쇼프를 축출하려는 미수 음모를 지지한 유일한 중앙위원회 비서였으며, 라자리 카가노비치가 음모자들이 정치국에서 다수를 차지했다고 확신시켜주자 마지막 순간에 음모에 가담한 것으로 전해진다. 흐루쇼프가 중앙위원회 회의에서 승리하자, 그는 셰필로프의 배신으로 간주되는 것에 격분하여 그를 '그들과 합류한 셰필로프'라고 비난했다. 셰필로프는 1957년 6월 29일 중앙위원회에서 축출되었고, 당시 쿠데타 시도에 참여한 것으로 공개된 다른 3명의 소련 지도자들인 몰로토프, 말렌코프, 카가노비치와 함께 "반당집단"의 일원으로 언론에서 비난받았다. 셰필로프는 게오르기 주코프 원수의 친구였으며, 아마도 이것이 몇 달 후 주코프 자신이 해임된 이유 중 하나였을 것이다.
중앙위원회 직위를 잃은 후, 셰필로프는 키르기스스탄으로 보내져 지역 과학 아카데미 경제 연구소의 책임자가 되었으나, 곧 부소장으로 강등되었다. 1960년 그는 모스크바로 소환되어 소련 과학 아카데미에서 제명되었고, 소련 국립 문서 보관소(고스아르히프)로 보내져 서기로 일했으며, 1982년 은퇴할 때까지 그곳에 머물렀다. 1961년 11월 제22차 공산당 대회에서 "반당집단"에 대한 두 번째 비난 물결이 있은 후, 셰필로프는 1962년 2월 21일 공산당에서 제명되었다. 1976년 그는 공산당에 재가입하는 것이 허용되었으나, 계속해서 주변에 머물렀다.
1964년 10월 흐루쇼프가 소련 지도자 자리에서 물러나자 셰필로프는 회고록 작업을 시작했으며, 이 작업은 1970년경까지 간헐적으로 계속되었다. 그의 원고는 89세로 모스크바에서 사망한 후 분실되었으나, 결국 발견되어 2001년에 출판되었다.
젊은 시절 Marion Barry는 "셰필로프"를 자신의 중간 이름으로 택했다. 이는 소련 정치인을 기리기 위한 것이라고 전해지지만, 그 이유는 논란이 있다.

## Bibliography
자서전
- 러시아어: Шепилов Д.Т. Непримкнувший. Воспоминания Издательство «ВАГРИУС», 2001. ISBN 5-264-00505-2
- Dmitrii Shepilov The Kremlin Scholar A Memoir of Soviet Politics Under Stalin and Khrushchev  Yale University Press, cop. 2007

영어
- Speech at the 20th Congress of the C. P. S. U., 15 February 1956, Moscow, Foreign Languages Publishing House, 1956, 28 p.
- The 수에즈 Problem, Moscow, Foreign Languages Publishing House, 1956, 95p.

러시아어
- Obshchestvennoe i lichnoe v kolkhozakh, 1939, 79p.
- Velikij sovetskij narod, Moscow, 1947, 47p.
- I. V. Stalin o kharaktere ekonomicheskikh zakonov sotsializma, Moscow, Gosudarstvennoe izdatel'stwo politicheckoj literatury, 1952, 35p.
- Pechat' v bor'be za dal'nejshij pod'em sel'skogo hozyajstva, Moscow, Gosudarstvennoe izdatel'stvo politicheckoj literatury, 1954, 63p.
- Za dal'nejshij rastsvet sovetskogo hudozhestvennogo tvorchestva, 1957, 31p.
- Dmitry Shepilov. "Vospominaniia" in Voprosy istorii 1998, no. 4.
- Шепилов Д.Т. Непримкнувший. Воспоминания Издательство «ВАГРИУС», 2001. ISBN 5-264-00505-2
- Biography
- K.A. Zalessky. Imperiya Stalina. Biograficheckij Entsiklopedicheskij slovar'. Moscow, Veche, 2000. ISBN 5-7838-0716-8

| 공직                     | 공직                    | 공직                   |
| ------------------------ | ----------------------- | ---------------------- |
| 이전 뱌체슬라프 몰로토프 | 소련 외무장관 1956–1957 | 이후 안드레이 그로미코 |

틀:Foreign ministers of Russia and the Soviet Union
틀:20th Presidium of the Communist Party of the Soviet Union